# Lijst van onroerend erfgoed in Kraainem
Een overzicht van het onroerend erfgoed in de gemeente Kraainem. Het onroerend erfgoed maakt deel uit van het cultureel erfgoed in België.

## Bouwkundig erfgoed
| Object                                                    | Erfgoedstatus?                                      | Bouwjaar of architect             | Deelgemeente | Adres                                                   | Coördinaten                   | Nummer? | Afbeelding                                                |
| --------------------------------------------------------- | --------------------------------------------------- | --------------------------------- | ------------ | ------------------------------------------------------- | ----------------------------- | ------- | --------------------------------------------------------- |
| Parochiekerk Sint-Pancratius                              | Monument kerkhof (monument)                         |                                   | Kraainem     | Arthur Dezangrélaan 20/2                                | 50° 51' 44" NB, 4° 27' 59" OL | 39908   | Parochiekerk Sint-Pancratius                              |
| Kapel Onze-Lieve-Vrouw van Halle                          | landschap                                           |                                   | Kraainem     | Arthur Dezangrélaan                                     | 50° 51' 42" NB, 4° 28' 9" OL  | 39909   | Kapel Onze-Lieve-Vrouw van Halle                          |
| Villa kolonel Serckx                                      | Monument                                            | 1938 W. Minnigh                   | Kraainem     | Berkenlaan 37                                           | 50° 50' 6" NB, 4° 28' 1" OL   | 39911   | Villa kolonel Serckx                                      |
| Woning Brauns                                             | Monument                                            | 1953 Renaat Braem                 | Kraainem     | Berkenlaan 43                                           | 50° 50' 4" NB, 4° 28' 0" OL   | 39912   | Woning Brauns                                             |
| Sociale woningen uit het interbellum                      |                                                     |                                   | Kraainem     | Amédé Brackestraat 25-57                                | 50° 51' 45" NB, 4° 27' 13" OL | 39913   | Sociale woningen uit het interbellum                      |
| Pastorie (voormalige)                                     | Monument                                            |                                   | Kraainem     | Pastoorkesweg 1                                         | 50° 51' 45" NB, 4° 28' 8" OL  | 39914   | Pastorie (voormalige)                                     |
| Herenhuis                                                 | landschap                                           |                                   | Kraainem     | Arthur Dezangrélaan 54                                  | 50° 51' 41" NB, 4° 28' 11" OL | 39915   | Herenhuis                                                 |
| Val au Bois, landhuis                                     |                                                     |                                   | Kraainem     | Henri Vaesgaarde 4                                      | 50° 49' 47" NB, 4° 28' 41" OL | 39916   | Val au Bois, landhuis                                     |
| Boerenhuis gedateerd 1739                                 |                                                     |                                   | Kraainem     | Jozef Van Hovestraat 86                                 | 50° 51' 51" NB, 4° 27' 18" OL | 39922   | Boerenhuis gedateerd 1739                                 |
| Hoeve uit de 18de eeuw                                    |                                                     |                                   | Kraainem     | Jozef Van Hovestraat 90-92                              | 50° 51' 50" NB, 4° 27' 19" OL | 39923   | Hoeve uit de 18de eeuw                                    |
| Hoeve                                                     |                                                     |                                   | Kraainem     | Steenweg op Zaventem 2-6, Arthur Dezangrélaan 32A, 34   | 50° 51' 45" NB, 4° 28' 1" OL  | 39925   | Hoeve                                                     |
| Woning van der Schueren                                   | Monument                                            | Albert Bontridder, Jacques Dupuis | Kraainem     | Middenlaan 8                                            | 50° 49' 23" NB, 4° 28' 56" OL | 57900   | Woning van der Schueren                                   |
| Gesloten hoeve                                            | landschap                                           |                                   | Kraainem     | Pastoorkesweg 2-4, Steenweg op Zaventem 1, Kasteelweg 2 |                               | 83763   | Gesloten hoeve                                            |
| Parochiekerk Sint-Dominicus                               |                                                     |                                   | Kraainem     | Heilige Dominicuslaan                                   |                               | 201351  | Parochiekerk Sint-Dominicus                               |
| Kerk van de Saint-Anthony's Parish                        | Monument                                            |                                   | Kraainem     | Oudstrijderslaan                                        |                               | 201365  | Kerk van de Saint-Anthony's Parish                        |
| Klooster van de Visitatie                                 | Monument                                            |                                   | Kraainem     | Hebronlaan 5                                            |                               | 201385  | Klooster van de Visitatie                                 |
| Kasteel Jourdain                                          | landschap                                           |                                   | Kraainem     | Kasteelweg 4-6                                          |                               | 207684  | Kasteel Jourdain                                          |
| Landhuis met neo-Lodewijk XVI-reminiscenties              |                                                     |                                   | Kraainem     | Albert Bechetlaan 13-15                                 |                               | 208780  | Landhuis met neo-Lodewijk XVI-reminiscenties              |
| Modernistisch bushokje                                    |                                                     |                                   | Kraainem     | Arthur Dezangrélaan                                     |                               | 208781  | Modernistisch bushokje                                    |
| Modernistische woning                                     |                                                     |                                   | Kraainem     | Baron Albert d'Huartlaan 130                            |                               | 208782  | Modernistische woning                                     |
| Modernistische villa                                      |                                                     |                                   | Kraainem     | Baron Albert d'Huartlaan 333                            |                               | 208783  | Modernistische villa                                      |
| Gemeenteschool met onderwijzerswoning (voormalig)         |                                                     |                                   | Kraainem     | Ferdinand Kinnenstraat 76, Koningin Astridlaan 370      |                               | 208785  | Gemeenteschool met onderwijzerswoning (voormalig)         |
| Modern hoekpand                                           |                                                     |                                   | Kraainem     | Koningin Astridlaan 183                                 |                               | 208786  | Modern hoekpand                                           |
| Burgerwoning uit het interbellum                          |                                                     |                                   | Kraainem     | Oppemlaan 69                                            |                               | 208787  | Burgerwoning uit het interbellum                          |
| Neotraditioneel getinte woning                            |                                                     |                                   | Kraainem     | Oscar de Burburelaan 179                                |                               | 208788  | Neotraditioneel getinte woning                            |
| Neoclassicistische burgerwoning                           |                                                     |                                   | Kraainem     | Oscar de Burburelaan 185                                |                               | 208789  | Neoclassicistische burgerwoning                           |
| Arbeiderswoning                                           |                                                     |                                   | Kraainem     | Potaardestraat 89                                       |                               | 208790  | Arbeiderswoning                                           |
| Tweewoonst van 1966, ontworpen door Jean Van den Bogaerde |                                                     |                                   | Kraainem     | Sint Michielsdreef 18-20                                |                               | 208791  | Tweewoonst van 1966, ontworpen door Jean Van den Bogaerde |
| Villa Delhaye                                             |                                                     |                                   | Kraainem     | Steenweg op Brussel 275                                 |                               | 208792  | Villa Delhaye                                             |
| Landhuis met grote omringende tuin                        |                                                     |                                   | Kraainem     | Steenweg op Brussel 301                                 |                               | 208793  | Landhuis met grote omringende tuin                        |
| Halfopen modernistische woning                            |                                                     |                                   | Kraainem     | Steenweg op Brussel 327                                 |                               | 208794  | Halfopen modernistische woning                            |
| Pastorie Heilige Dominicuskerk                            |                                                     |                                   | Kraainem     | Tortelduivenlaan 2                                      |                               | 208795  | Pastorie Heilige Dominicuskerk                            |
| Gemeentehuis                                              |                                                     |                                   | Kraainem     | Arthur Dezangrélaan 17                                  |                               | 208915  | Gemeentehuis                                              |
| Groep dorpswoningen uit de 19de eeuw                      |                                                     |                                   | Kraainem     | Jozef Van Hovestraat 9-21                               |                               | 208916  | Groep dorpswoningen uit de 19de eeuw                      |
| Dorpswoning gedateerd 1727                                |                                                     |                                   | Kraainem     | Jozef Van Hovestraat 65                                 |                               | 208917  | Dorpswoning gedateerd 1727                                |
| Schoolgebouw (voormalig)                                  |                                                     |                                   | Kraainem     | Lijsterbessenbomenlaan 3                                |                               | 208918  | Schoolgebouw (voormalig)                                  |
| Burgerhuis, thans gemeenschapscentrum                     |                                                     |                                   | Kraainem     | Arthur Dezangrélaan 3                                   |                               | 209208  | Burgerhuis, thans gemeenschapscentrum                     |
| De Villa, voormalige directeurswoning                     |                                                     |                                   | Kraainem     | Denayerstraat 78                                        |                               | 209209  | De Villa, voormalige directeurswoning                     |
| Overgroeide Onze-Lieve-Vrouwkapel                         |                                                     |                                   | Kraainem     | Boomgaardstraat                                         |                               | 209210  | Overgroeide Onze-Lieve-Vrouwkapel                         |
| Begraafplaats met zone voor de Joodse gemeenschap         |                                                     |                                   | Kraainem     | Kerkhoflaan                                             |                               | 209211  | Begraafplaats met zone voor de Joodse gemeenschap         |
| Karakteristieke villa uit begin 20ste eeuw                | Monument                                            |                                   | Kraainem     | Middenlaan 2                                            |                               | 209212  | Karakteristieke villa uit begin 20ste eeuw                |
| Twee dorpswoningen                                        |                                                     |                                   | Kraainem     | Oscar de Burburelaan 175-177                            |                               | 209213  | Twee dorpswoningen                                        |
| Dorpswoning uit het interbellum                           |                                                     |                                   | Kraainem     | Oscar de Burburelaan 181                                |                               | 209214  | Dorpswoning uit het interbellum                           |
| Mariagrot                                                 |                                                     |                                   | Kraainem     | Oudstrijderslaan                                        |                               | 209215  | Mariagrot                                                 |
| Instituut Henri Jaspar                                    |                                                     |                                   | Kraainem     | Steenweg op Brussel 304                                 |                               | 211792  | Instituut Henri Jaspar                                    |
| Cottagegetinte gekoppelde woningen                        |                                                     |                                   | Kraainem     | Oscar de Burburelaan 167-169                            |                               | 212391  | Cottagegetinte gekoppelde woningen                        |
| Villa's Leonard Homez en Roger Homez                      | villa L. Homez (monument) villa R. Homez (monument) | Roger Homez                       | Kraainem     | Blauwe Bosbessenlaan 18, 18A                            |                               | 212395  | Villa's Leonard Homez en Roger Homez                      |
| Standbeeld Koningin Astrid                                | Monument                                            |                                   | Kraainem     | Koningin Astridlaan                                     |                               | 214769  | Standbeeld Koningin Astrid                                |
| Standbeeld Joséphine-Charlotte met plantsoen              | Monument                                            |                                   | Kraainem     | Vinkenlaan                                              |                               | 302062  | Standbeeld Joséphine-Charlotte met plantsoen              |

### Bouwkundige gehelen
| Object                | Erfgoedstatus? | Bouwjaar of architect | Deelgemeente | Adres                                                                   | Coördinaten                   | Nummer? | Afbeelding            |
| --------------------- | -------------- | --------------------- | ------------ | ----------------------------------------------------------------------- | ----------------------------- | ------- | --------------------- |
| Bouvier-Washerwijk    |                |                       | Kraainem     | Bouvier-Washerstraat 1-28, Jules Adantstraat 21-41, Wezembeeklaan 86-90 |                               | 106937  | Bouvier-Washerwijk    |
| Woonwijk Esdoornenhof |                | Willy Van der Meeren  | Kraainem     | Esdoornenhof 1-27 en 2-26                                               | 50° 50' 41" NB, 4° 28' 11" OL | 126137  | Woonwijk Esdoornenhof |
| Woonwijk Dennenoord   |                | Willy Van der Meeren  | Kraainem     | Dennenoord 1-14, Potaardestraat 156-168                                 | 50° 50' 21" NB, 4° 28' 21" OL | 126138  | Woonwijk Dennenoord   |